# Монте ди Луна (Салерно)
Монте ди Луна је насеље у Италији у округу Салерно, региону Кампанија.
Према процени из 2011. у насељу је живело 46 становника. Насеље се налази на надморској висини од 75 м.